# Тюрген
Тюрген (кирг. Түргөн) — село в Ак-Суйском районе Иссык-Кульской области Кыргызстана. Входит в состав Ак-Булунского аильного округа.

## География
Село расположено в северо-восточной части области, в долине реки Тургенаксу, на расстоянии приблизительно 30 километров (по прямой) к востоко-северо-востоку от села Аксуу (Теплоключенка), административного центра района.

## Население
Согласно оценочным данным Национального статистического комитета Кыргызской Республики, численность населения села на начало 2023 года составляла 32 человека.
| год     | 2014 | 2015 | 2023 |
| ------- | ---- | ---- | ---- |
| человек | 5    | 20   | 32   |